# Lago Menta
Il lago Menta è un lago italiano, nella Città metropolitana di Reggio Calabria. Sorge a 1.431 metri di altitudine ed è compreso in massima parte nel comune di Roccaforte del Greco. La restante parte di superficie del lago è compresa nel comune di Roghudi.

## La diga
La diga è realizzata sul corso del torrente Menta, ubicata nelle montagne dell'Aspromonte, nel comune di Roccaforte Del Greco, nei pressi di Gambarie, vicino Montalto, località nella città metropolitana di Reggio Calabria.
L'impianto, la cui progettazione e realizzazione si è protratta dagli anni duemila al decennio successivo, è stato realizzato al fine di risolvere il problema di approvvigionamento idrico della città di Reggio Calabria.
Il progetto della Diga sul Menta, con un iter risalente al 1968, viene approvato nel 1979 dall’Ufficio acquedotti della Cassa per il Mezzogiorno nell’ambito del Progetto speciale n° 26, con la sollecita approvazione del Consiglio superiore dei Lavori pubblici, con un costo iniziale di 65 miliardi di lire. 
L’obiettivo era costruire un bacino artificiale di 18 milioni di metri cubi, alimentato da tre bacini sui torrenti Amendolea, Aposcipo e Ferraina collegati attraverso una condotta sotterranea di 7,5 km. Gli ambientalisti si opposero al progetto, ottenendo che i bacini sui torrenti Aposcipo e Ferraia venissero cancellati dal progetto. Resta quindi solo il torrente Menta a riempire l'invaso. 
I lavori iniziarono l’11 marzo 1985 e furono costellati da aumenti dei costi, intimidazioni e sospensioni dei lavori.
Nel 1989 l’area facente prima parte del Parco Nazionale della Calabria, divenne parte integrante del Parco nazionale dell’Aspromonte. 
Dopo 15 anni, nel 2000, lo sbarramento è stato completato, il cantiere per 4 mesi ogni anno è stato fermato per le impervie condizioni meteo. 
Nel 2006 Sorical subentra alla Regione per il completamento delle opere di derivazione, condotte e impianto di potabilizzazione. L'opera è stata inaugurata nel 2018.
La diga del Menta, costruita in rockfill, lunga 450 metri, alta 90 metri con volume di invaso di 19 milioni di metri cubi d’acqua, rientra tra le grandi opere idropotabili della Calabria.